# Ronald Ervin McNair
Ronald Ervin McNair   (Lake City, 21 d'octubre de 1950 - Cap Canaveral, 28 de gener de 1986) fou un físic i astronauta estatunidenc de la NASA. McNair morí durant el llançament del transbordador espacial Challenger a la missió STS-51-L.

## Biografia
Ronald Erwin McNair, el segon afroamericà en viatjar a l'espai, va néixer a Lake City, Carolina del Sud, el 21 d'octubre de 1950, de Carl C. McNair, un reparador d'automòbils, i la seva dona, una professora de secundària anomenada Pearl. Va créixer al costat del seu germà gran, Carl S., així com el seu germà petit, Eric, McNair va créixer en una llar de baixos ingressos, la seva casa no tenia ni electricitat ni aigua corrent. Més tard, la família es va traslladar a una llar millor, si bé encara de mala qualitat després de la mort de l'avi de McNair. El seu germà gran, escrivint en una biografia pòstuma sobre McNair, va descriure com la família "cobria el terra i els mobles amb olles i paelles per atrapar l'aigua que degotejava pel sostre" quan plovia.
L'estiu de 1959, McNair es va negar a abandonar la segregada Biblioteca Pública de Lake City sense que se li permetés consultar els seus llibres. Després de trucar a la policia i a la seva mare, a McNair se li va permetre agafar llibres en préstec a la biblioteca; l'edifici que aleshores albergava la biblioteca porta ara el seu nom. Un llibre infantil, Ron's Big Mission, ofereix un relat fictici d'aquest esdeveniment.
McNair va assistir a Lake City Elementary School i Carver High School, on es va graduar com a valedictorian el 1967. El 1971, McNair va rebre una llicenciatura en ciències en enginyeria física, magna cum laude, de la North Carolina Agricultural and Technical State University a Greensboro, Carolina del Nord. A North Carolina A&T, va estudiar amb el professor Donald Edwards, que havia establert el currículum de física a la universitat.
El 1971, McNair va rebre una llicenciatura en ciències en enginyeria física, magna cum laude, de la North Carolina Agricultural and Technical State University a Greensboro, Carolina del Nord . A North Carolina A&T, va estudiar amb el professor Donald Edwards, que havia establert el currículum de física a la universitat.
El 1976, McNair va rebre un doctorat en física per l'Institut Tecnològic de Massachusetts sota la direcció de Michael Feld, i va ser reconegut a nivell nacional pel seu treball en el camp de la física del làser. Aquell mateix any, McNair va guanyar la medalla d'or de karate AAU. Posteriorment, guanyaria cinc campionats regionals i obtindria un cinturó negre de cinquè grau en karate.

## Carrera d'astronauta
El 1978, McNair va ser seleccionat com un dels 35 sol·licitants d'un grup de 10.000 per al programa d'astronautes de la NASA. Va ser un dels diversos astronautes reclutats per Nichelle Nichols com a part d'un esforç de la NASA per augmentar el nombre d'astronautes minoritàries i dones. McNair va volar com a especialista en missió en STS-41-B a bord del Challenger del 3 a l'11 de febrer de 1984, convertint-se en el segon afroamericà a volar a l'espai.

### Desastre delChallenger
Després de la missió STS-41-B, McNair va ser seleccionat per a STS-51-L com un dels tres especialistes de la missió en una tripulació de set persones. La missió es va llançar el 28 de gener de 1986. Ell i els altres sis membres de la tripulació van morir quan el Challenger es va desintegrar a nou milles per sobre de l'oceà Atlàntic, 73 segons després de l'enlairament.
McNair va ser enterrat inicialment al Rest Lawn Memorial Park a Lake City, Carolina del Sud. Les seves restes van ser desenterrades el 2004 i es van traslladar al Ronald E. McNair Memorial Park, situat en un altre lloc de Lake City.

## Vida personal
McNair estava casat amb Cheryl McNair i van tenir dos fills. Cheryl és una directora fundadora del Centre Challenger, que se centra en l'educació en ciències espacials.
Ronald McNair era reconegut al seu país pel seu treball en el camp de la física de làsers. També fou un dels 35 seleccionats d'entre 10.000 candidats pel programa d'astronautes el 1978, rebé tres doctorats honoraris, una sèrie de títols i encomis, aconseguí el cinturó negre en karate i era un bon saxofonista.